# Rules of Play: Game Design Fundamentals
Rules of Play: Game Design Fundamentals est un livre de langue anglaise traitant de conception de jeux écrit par Katie Salen (en) et Eric Zimmerman (en) publié par MIT Press. Will Wright, le concepteur de Sim City et des Sims, a dit de ce livre : « This is the most impressive book on game design I've ever seen. Broad in scope yet rich in detail, Rules of Play sets a new standard for game analysis ».